# Gianluca Mager
Gianluca Mager (ur. 1 grudnia 1994 w San Remo) – włoski tenisista.

## Kariera tenisowa
Zawodowy tenisista od roku 2013.
Finalista jednego turnieju w grze pojedynczej w cyklu ATP Tour.
W rankingu gry pojedynczej najwyżej na 62. miejscu (22 listopada 2021), a w klasyfikacji gry podwójnej na 310. pozycji (10 czerwca 2019).

### Finały w turniejach ATP Tour
| Legenda                                      |
| -------------------------------------------- |
| Wielki Szlem                                 |
| Igrzyska olimpijskie                         |
| Tennis Masters Cup / ATP Finals              |
| ATP Masters Series / ATP Tour Masters 1000   |
| ATP International Series Gold / ATP Tour 500 |
| ATP International Series / ATP Tour 250      |

#### Gra pojedyncza (0–1)
| Końcowy wynik | Nr | Data           | Turniej        | Nawierzchnia | Przeciwnik     | Wynik finału |
| ------------- | -- | -------------- | -------------- | ------------ | -------------- | ------------ |
| Finalista     | 1. | 23 lutego 2020 | Rio de Janeiro | Ceglana      | Cristian Garín | 6:7(3), 5:7  |